# Абди-Дарун
Абди-Дарун (Абду-Дарун) — комплекс сооружений мемориального (ансамбль), культового и духовно-просветительского назначения на Старом кладбище Самарканда (Республика Узбекистан), сложившийся в XII—XX веках у могилы известного исламского правоведа IX века Абд-ал Мазеддина. Древним ядром ансамбля является мавзолей XII века, рядом с которым в разное время были построены ханака, мечеть и медресе. Коренные перестройки ансамбля, существенно менявшие его внешний вид, были осуществлены в XV, XIX и XX веках. Ансамбль Абди-Дарун является одной из наиболее почитаемых святынь ислама в Средней Азии.

## История
Исламский правовед Абд-ал Мазеддин, более известный в Мавераннахре под именем Ходжи Абди, слыл знатоком шариата и был одним из самых уважаемых казиев в Самарканде. Он умер около 861 года и был похоронен по мусульманскому обычаю в саду своего обширного поместья, находившегося в юго-восточной части Самарканда у крепостной стены внешнего города. Относительно происхождения Абд-ал Мазеддина источники разнятся. Абу-Тахир-Ходжа в своей книге «Самария» называет его сыном некоего Ходжи Мухаммада Якуба и внуком Ходжи Абу ибн Усмана. В то же время исламский богослов Абу Хафса Наджметдин Умар в «Кандии» ведёт его родословную к халифу Усману и, соответственно, к самому пророку Мухаммеду. Вероятно разговоры о родстве Ходжи Абди с пророком послужили причиной возникновения его культа.
В первой половине XII века над могилой Абд-ал Мазеддина по приказу султана Санджара был возведён небольшой мавзолей в виде куба, увенчанного коническим куполом на восьмигранном барабане. Вероятно к этому времени вокруг мазара уже появились другие захоронения. Мавзолей получился настолько мал, что практически всё его внутреннее пространство было заполнено надгробием святого. Поэтому в первой половине XV века в правление Улугбека после расчистки прилегающей территории к мавзолею спереди было пристроено более просторное однокомнатное помещение с порталом и куполом, которое одни считают ханакой, другие зияратханой. Тогда же перед зданием в тени платанов был вырыт бассейн-хауз квадратной формы. Чуть позднее по бокам к ханаке и мавзолею были пристроены дополнительные подсобные помещения. По всей видимости в XV веке на мазаре появляются первая мечеть и ряд других строений, которые до наших дней не сохранились. В первой половине XIX века на западной стороне комплекса на древнем фундаменте была построена новая мечеть, которая однако не пережила реконструкцию начала XX века, и небольшой минарет. Тогда же у северо-западного угла мечети были сооружены ворота-дарваза, к которым со стороны улицы через кладбище была проложена огороженная дорожка. В 1905 году в северной части комплекса было построено небольшое медресе, а в 1909 году в его западной части на месте старой мечети было возведено более просторное здание с г-образным айваном. Среди росписей мечети сохранились имена мастеров XX века Сабира Надджары, Сиддика, Абдузахида и Абдугани Хасанхана Тайляки. В этот же период хаузу была придана форма восьмигранника. Благодаря реставрационным работам начала XX века ансамбль Абди-Дарун неплохо сохранился до наших дней. На рубеже XX и XXI веков были восстановлены утраченные ещё в средние века элементы наружного декора, в том числе и скуфья купола ханаки. С восточной стороны комплекс был охвачен террасой на деревянных колоннах. К востоку от ансамбля на территории Старого кладбища был возведён новый минарет, а к северо-западу от комплекса со стороны улицы Садриддина Айни обустроен новый вход.
Слово «дарун» (в переводе с таджикского — внутренний, то есть находящийся в пределах городской стены) появилось в названии мавзолея как противопоставление другому сакральному месту, получившему название Абди-Бирун (бирун — внешний, то есть находящийся за городской стеной), которое находится в южной пригородной зоне Самарканда.

## Особенности архитектуры

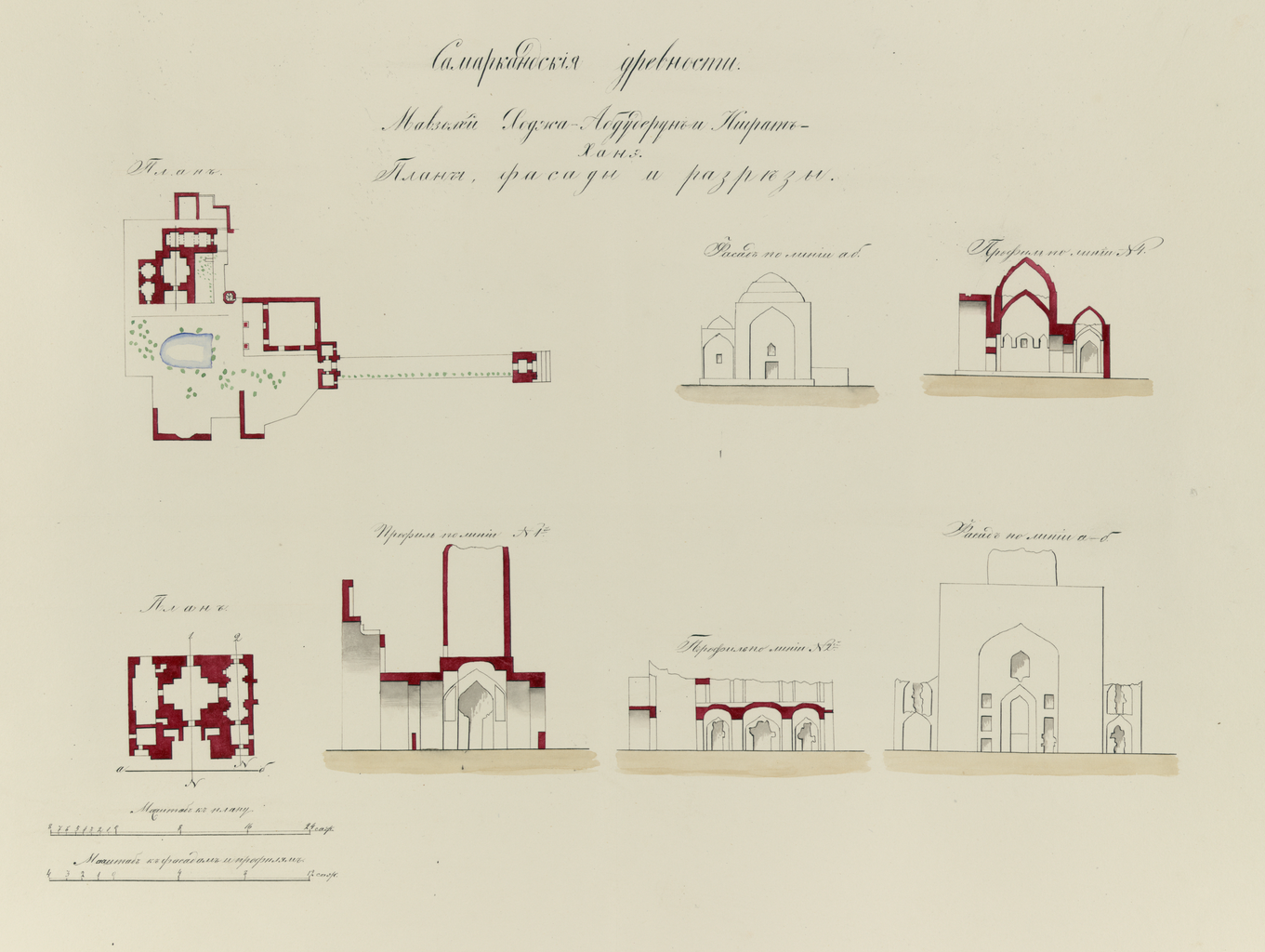
План-схема комплекса Абди-Дарун по состоянию на середину XIX века.

Ансамбль Абди-Дарун за исключением нескольких второстепенных строений расположен на площади размером 125×70 метров. Основные архитектурные элементы комплекса сгруппированы вокруг двора размером 25×25 метров, большую часть которого занимает восьмигранный хауз с растущими вокруг него чинарами. Вдоль северной стороны периметра вытянуто здание медресе, худжры и бытовые помещения которого обращены во двор. С востока периметр обнесён айваном с плоской крышей, опирающейся на деревянные колонны. На противоположной стороне — гузарная мечеть, состоящая из квадратного зимнего помещения и летнего г-образного айвана. Мечеть — яркий образец самаркандского народного стиля конца XIX — начала XX веков. Деревянный кессонированный потолок айвана украшен полихромной росписью. Стены мечети декорированы резным ганчем с окраской фона, характерной для этого времени. 
Южную часть комплекса занимает мавзолей с ханакой и дополнительными боковыми пристройками. Собственно мавзолей Ходжи Абди — это помещение кубической формы в торце здания. Над ним на невысоком восьмигранном барабане возведён конический купол. Какой либо декор в интерьере мавзолея отсутствует: его стены и потолок затёрты белым алебастром. Пристроенное к мавзолею помещение ханаки имеет портально-купольную композицию. Входной портал некогда был выше и его венчала декоративная галерея из стрельчатых арочек. Массивный купол, покрытый голубыми плитками, покоится на высоком цилиндрическом барабане. Снаружи ханака декорирована глазурованными кирпичиками, которые на портале образуют геометрические узоры — гирихи, а на барабане купола — эпиграфический орнамент. В интерьере в основании стен имеется голубая керамическая панель со вставкой по центру мозаики в виде многолепестковой розетки.

## Народный ислам
Среди жителей Самарканда бытует поверье, что если в день праздника Курбан Хаит (Ид аль-Адха) семь раз обойти вокруг мавзолея Ходжи Абди, то это будет приравнено к пешему хаджу в Мекку.

## Галерея

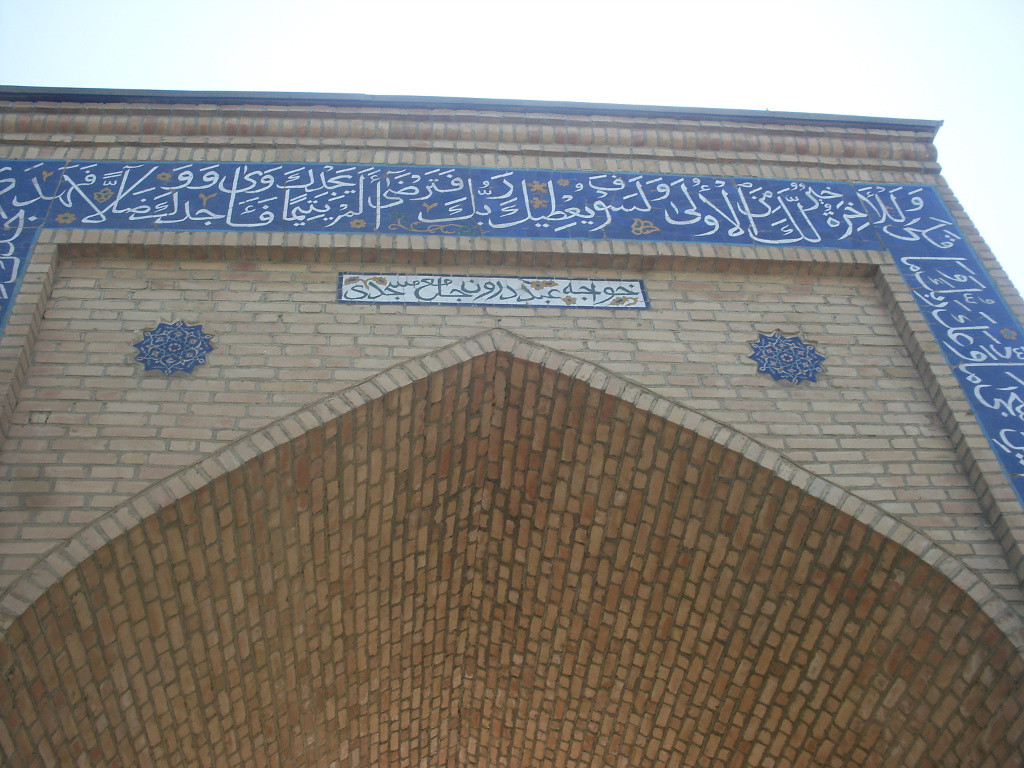
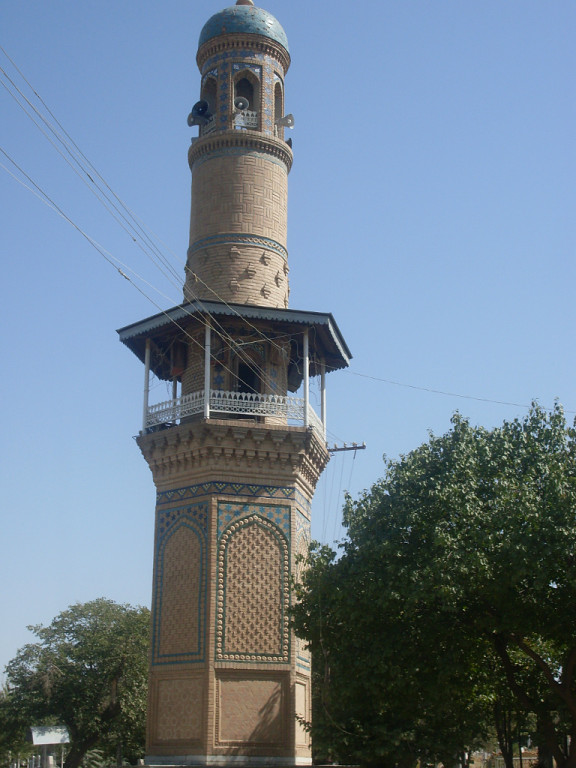
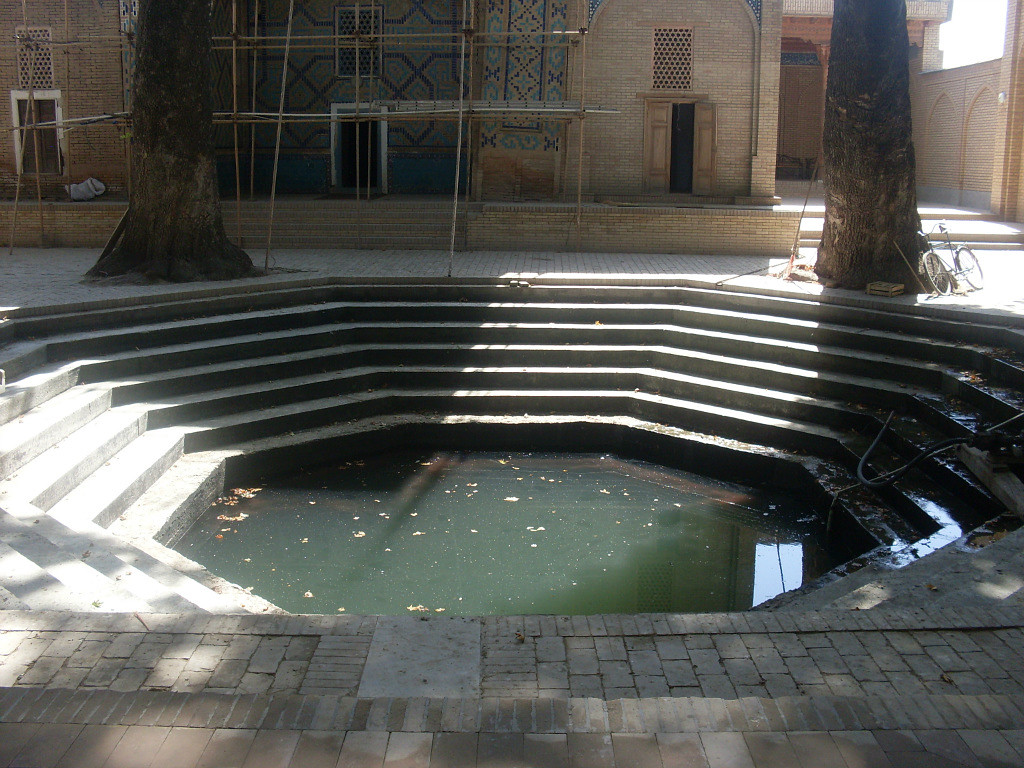
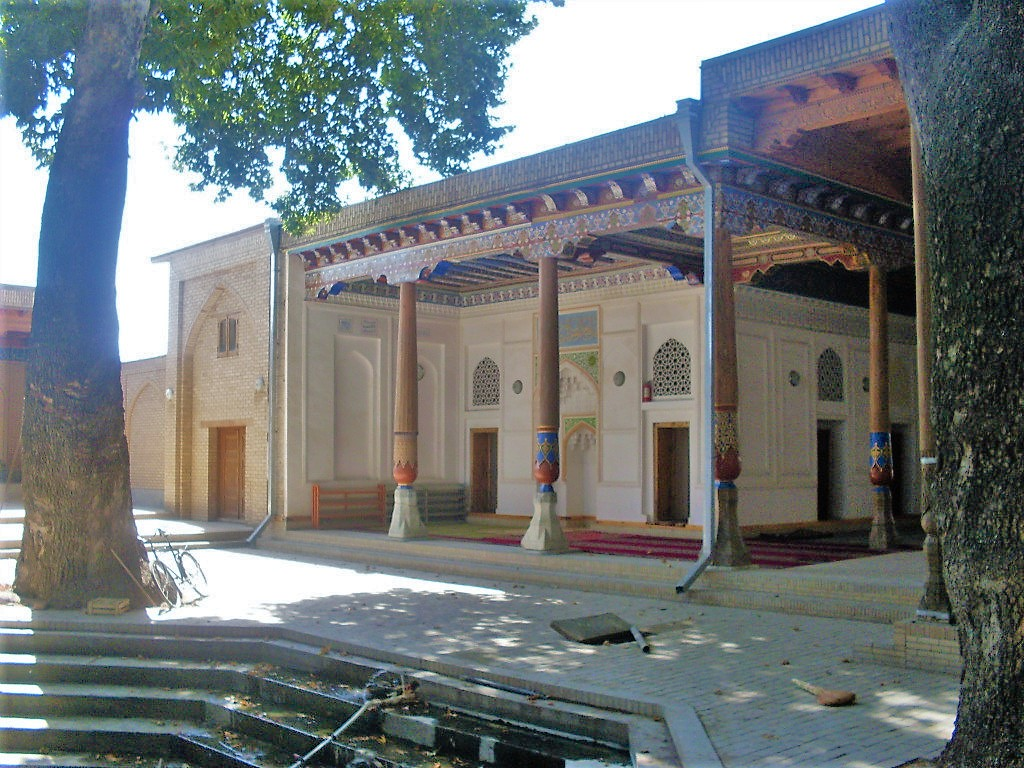